# Bisdom Manga
Het bisdom Manga (Latijn: Dioecesis Mangana) is een rooms-katholiek bisdom met als zetel Manga in Burkina Faso. Het is een suffragaan bisdom van het aartsbisdom Ouagadougou. Het bisdom werd opgericht in 1997.
In 2019 telde het bisdom zeven parochies. Het bisdom heeft een oppervlakte van 9.870 km² en omvat delen van de provincies Bazéga, Boulgou, Nahouri en Zoundweogo. Het bisdom telde in 2019 727.000 inwoners waarvan 21,6% rooms-katholiek was.

## Bisschoppen
- Wenceslas Compaoré (1997-2010)
- Gabriel Sayaogo (2010-2019)
- Médard Léopold Ouédraogo (2022-)